# Patria 6×6
Patria 6×6 (jinak též Patria XA-300) je finský obojživelný kolový obrněný transportér vyráběný společností Patria (do roku 1997 Sisu Auto). Platforma slouží primárně k přepravě vojáků a materiálu, ale může být upravena i pro plnění jiných úkolů. Mezi hlavní přednosti platformy patří jednoduchá robustní konstrukce a nízké provozní náklady. Umožňuje to i široké využití komerčních komponentů. Do konce roku 2024 bylo Finskem, Lotyšskem a Švédskem objednáno celkem 758 vozidel.
Společný vývoj, výroba a provozní podpora vozidel Patria 6×6 probíhají v rámci mezinárodního konsorcia CAVS (Common Armoured Vehicle System). K březnu 2025 konsorcium tvořilo Dánsko, Finsko, Lotyšsko, Německo a Švédsko.

## Vývoj

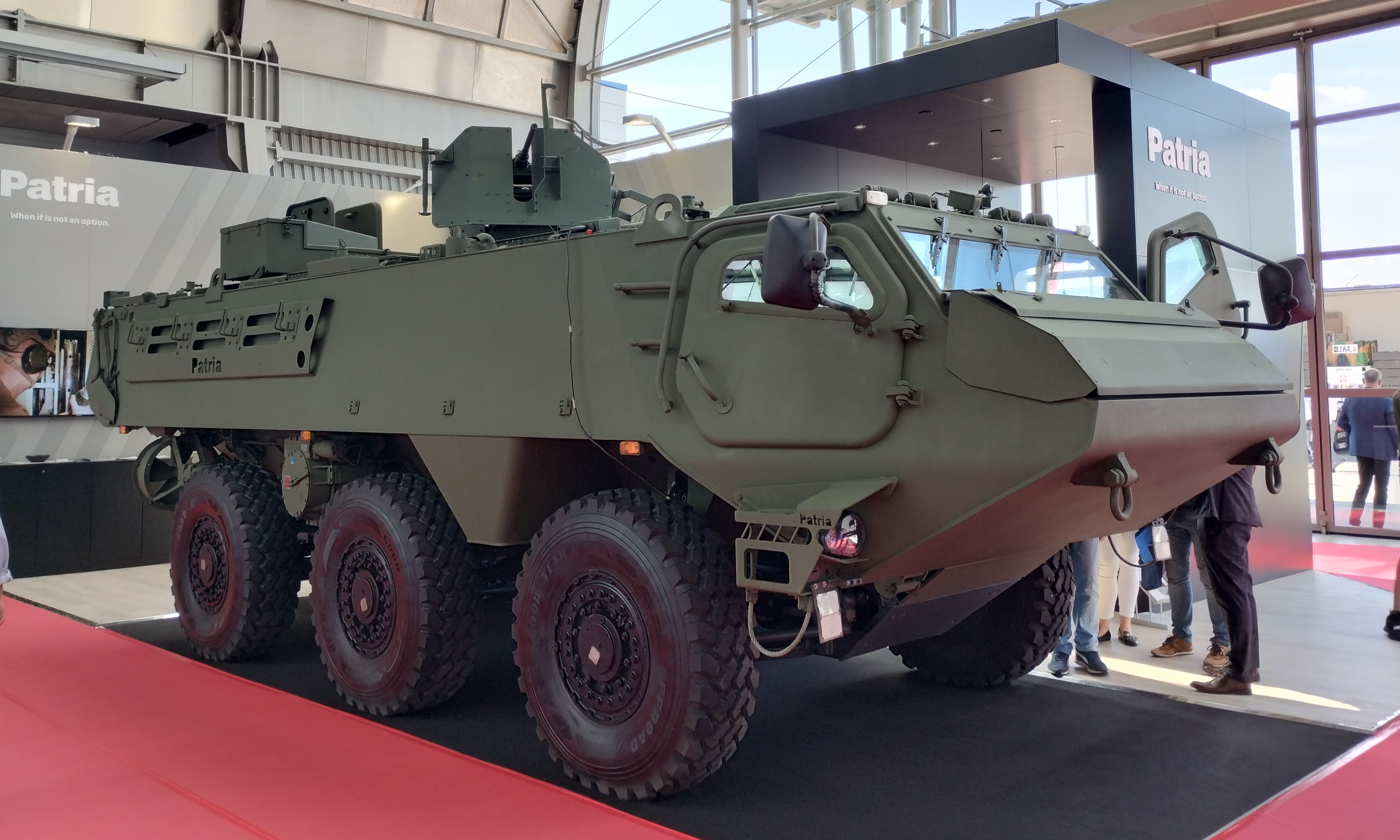
Patria 6x6 na polském veletrhu International Defence Industry Exhibition 2023

Obrněné vozidlo Patria 6×6 je součástí rodiny obrněných vozidel Patria XA. Její počátky sahají k úspěšnému obrněnému transportéru Sisu Pasi (XA-180) z roku 1984, na který od roku 1999 navázala výroba vylepšené verze (XA-200). Dalším vývojem vozidla roku 2016 vznikl technologický demonstrátor XA-220, představující základ vozidla Patria 6×6.
Společný vývoj, výroba a provozní podpora vozidel Patria 6×6 probíhají v rámci mezinárodního konsorcia CAVS (Common Armoured Vehicle System). Konsorcium vede Finsko a jeho dalšími členy jsou Lotyšsko, Švédsko a Německo. První objednávka přisla v září 2021. Lotyšsko objednalo 200 vozidel, která měla být dodána do roku 2029. První čtyři transportéry lotyšská armáda převzala v listopadu 2021 na vojenské základně Ādaži. Pro montáž, údržbu a opravy lotyšských vozidel byla založena společnost Defence Partnership Latvia (DPL), společný podnik finské Patrie a lotyšské Unitruck. Do roku 2024 Lotyšsko odebralo 100 vozidel. V květnu 2024 byl otevřen lotyšský výrobní závod ve Valmieře, který dodá zbývající vozidla. V listopadu 2024 Lotyšsko objednalo dalších 56 velitelsko-komunikačních vozidel.
V dubnu 2023 Švédsko objednalo prvních dvacet vozidel. Celkem jich plánovalo získat až 400. Švédské označení vozidla je Pansarterrängbil 300 nebo Patgb 300. Do roku 2024 Švédsko objednalo 341 vozidel, přičemž dvacet jich bylo dodáno. Dodány mají být do roku 2030.
Finsko v červnu 2023 objednalo 91 vozidel a v lednu 2024 dalších 40. K lednu 2024 bylo dodáno více než 10 vozidel. Finsko do září 2024 objednalo 161 vozidel.
Německo je zvažuje jako náhradu zastaralých obrněných transportérů TPz Fuchs. V lednu 2025 německé ozbrojené síly požádaly společnost Patria o předložení závazné nabídky. V první fázi bylo poptáváno 300 vozidel, přičemž armáda hovořila o potřebě až 1000 vozidel.
Finská společnost Patria a britská společnost Babcock chtějí typ Patria 6x6 nabídnout jako střední obrněné vozidlo v britském programu Land Mobility Programme (LMP).
Na přelomu března a dubna 2025 se ke konsorciu CAVS připojilo Dánsko. Stalo se tak pátou účastnickou zemí. Dánsko plánuje akvizici 130 obrněných transportérů Patria 6×6. Dodávky mají začít roku 2025.

## Konstrukce

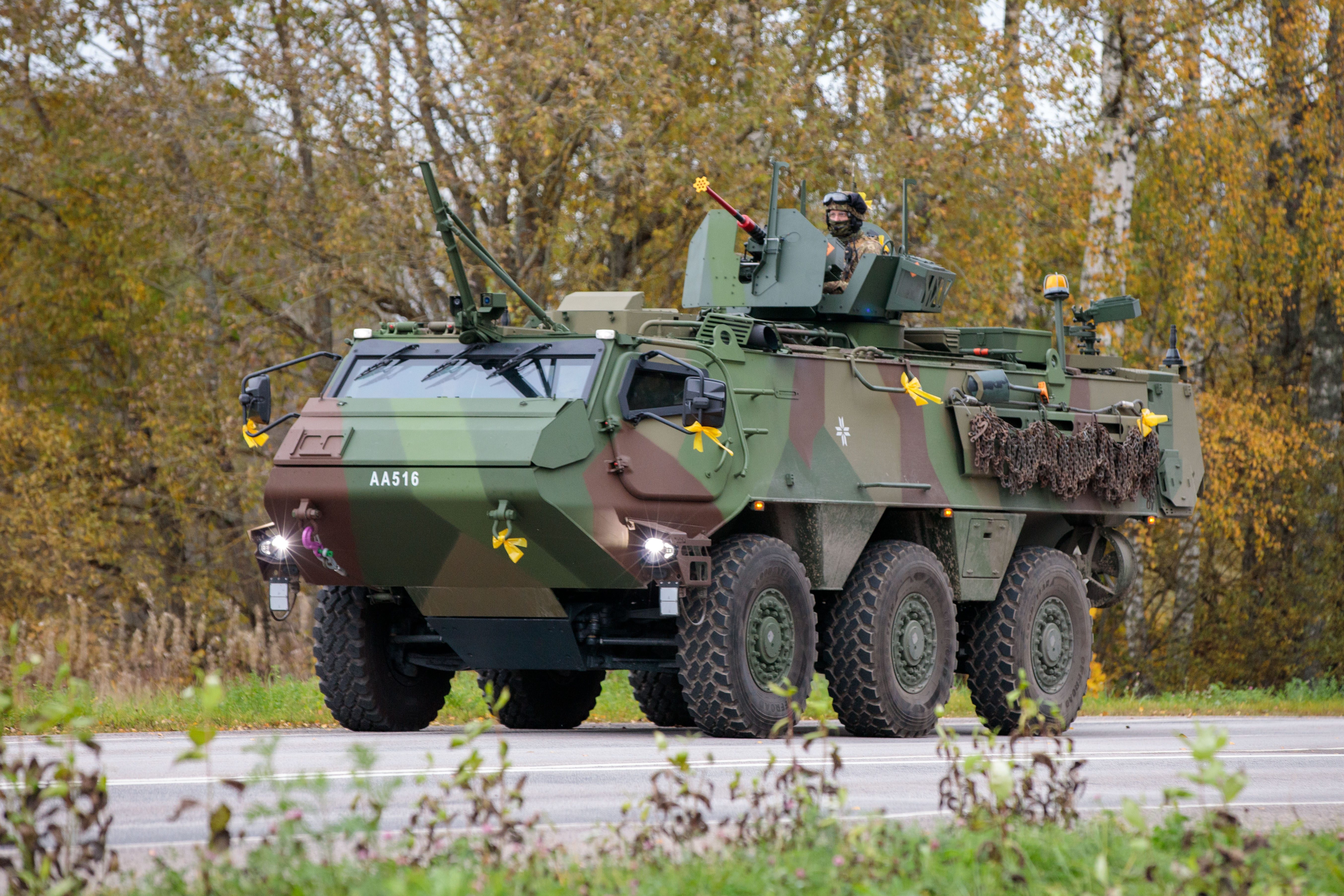
Lotyšské vozidlo Patria 6x6

Vozidlo využívá nosný rám se šesti samostatně zavěšenými koly. Na rámu je umístěna pancéřová korba. V její přední části je kabina řidiče, za ní motor (Scania o výkonu 294 kW) a prostor pro výsadek. Kabinu s prostorem výsadku spojuje koridor. Základní verze pojme dvoučlennou posádku a až desetičlenný výsadek. V případě instalace zbraňové stanice je posádka tříčlenná a výsadek omezen na osm až devět osob. Vozidlo má nejvyšší hmotnost 24 tun a z toho užitečné zatížení 8500 kg (větší osmikolový obrněný transportér Patria AMV XP má užitečné zatížení až 15 000 kg). Ochrana dosahuje úrovně STANAG 4569 úroveň 2 a lze ji zvýšit až na úroveň 4. Nejvyšší rychlost dosahuje 100 km/h. Dosah je až 700 km.

## Uživatelé

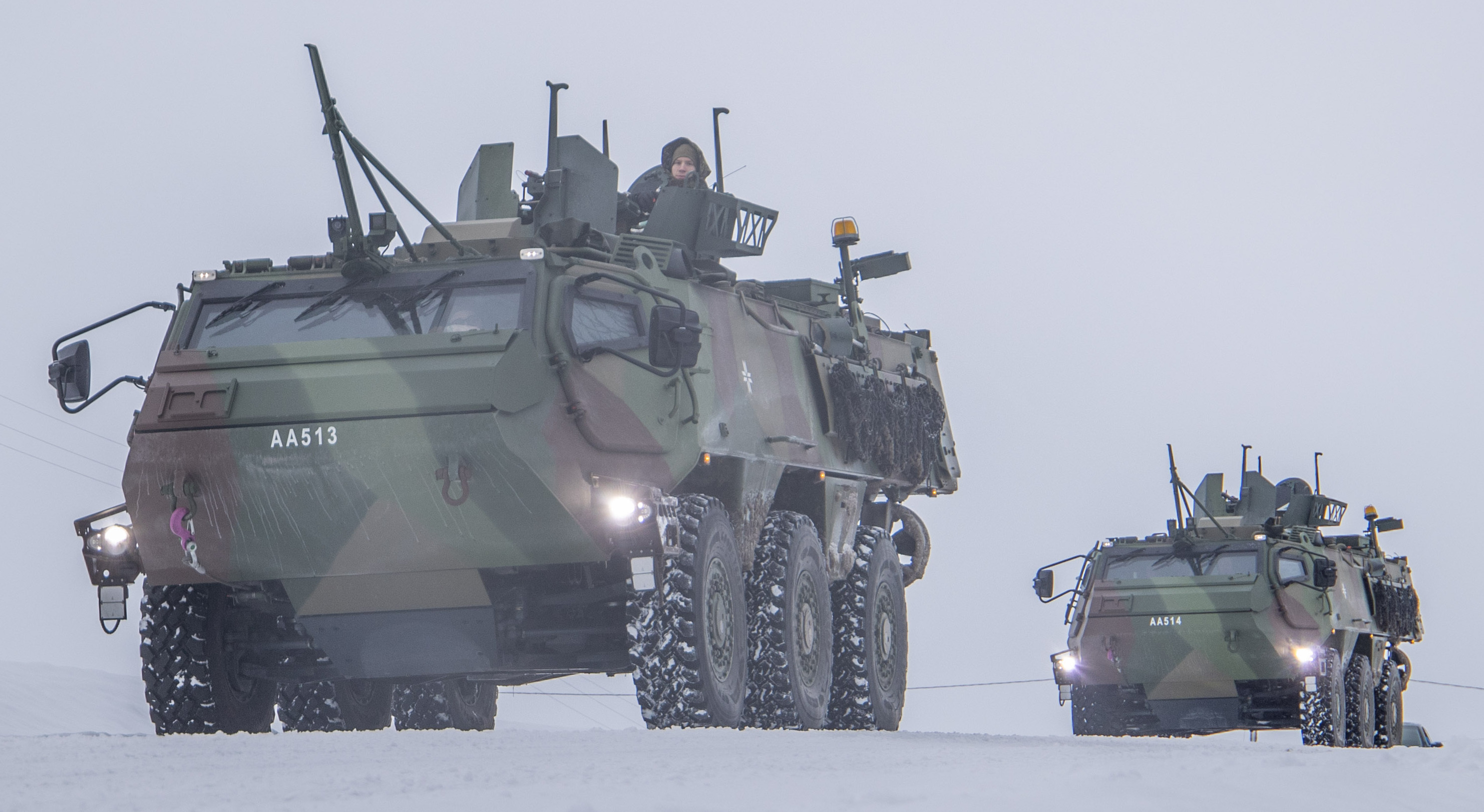
Lotyšská vozidla Patria 6x6

- Finsko – 161 ks
- Lotyšsko – 265 ks
- Švédsko – 341 ks